# Yu Guan-lin
Yu Guan-lin, född 29 november 1993, är en taiwanesisk bågskytt. Han deltog vid olympiska sommarspelen 2016.